# Drottning av Sverige
Drottning av Sverige är en av de tre drottningar som varit regerande monark i Sverige eller en kvinna som var gift med, eller änka efter, Sveriges kung, se Lista över Sveriges regentgemåler. De tre kvinnliga monarkerna som funnits i Sverige är drottning Margareta, regeringstid 1389–1412, drottning Kristina, regeringstid 1632–1654, och Ulrika Eleonora, regeringstid 1719–1720.